# Résistance au ressuage d'une peinture routière
L’essai de résistance au ressuage d'une peinture routière est un essai de laboratoire qui permet de déterminer la résistance du produit à la suite d'une remontée en surface du liant hydrocarboné du revêtement routier.

## Le problème du ressuage
Le ressuage est un phénomène de remontée du bitume (le liant qui enrobe les matériaux constitutifs de la chaussée) au travers de la chaussée. Le ressuage d'une chaussée donne des plaques noires en surface particulièrement glissantes. Il peut aussi percoler au travers des marquages et altérer les pigments qui le composent ou tout simplement remonter à la surface, entrainant une perte de blancheur du marquage.
Il y a plusieurs manières de lutter contre le ressuage : agir à la base, à savoir sur le liant et la composition du revêtement, ou pour ce qui concerne le marquage, faire en sorte qu'il résiste au ressuage, en évitant la percolation (remontée) du liant. En quelque sorte qu'il soit plus étanche.
Dans tous les cas, avant l'éventuelle remontée du liant par ressuage qui se produit sous l'effet du roulage combiné avec de fortes chaleurs, il se produit une remontée des huiles de fluxage ou d'autres éléments volatils entrant dans la composition des enrobés de la chaussée. C'est pourquoi l'application des marquages en peinture routière ne doit jamais être faite immédiatement après la réalisation de l'enrobé. Il convient d'attendre plusieurs heures, voire plusieurs jours, selon les conditions environnementales.

## Descriptif de l’essai[1]
L'essai consiste à appliquer un échantillon de peinture sur une surface de bitume, préalablement articificiellement vieilli, et à examiner sa décoloration au bout de 72 heures.
Plusieurs couches de bitume sont appliquées à la brosse sur une plaque qui est ensuite chauffée à 45 °C pendant 72 heures puis laissée pendant 12 heures à la température ambiante. Cette préparation permet de vieillir artificiellement le bitume. 
Avant application d'une couche de peinture sur la totalité de la plaque, une partie de celle-ci est protégée par une bande adhésive transparente. L'échantillon ainsi préparé est enfin chauffé à 20 °C pendant 72 heures, puis à 45 °C pendant 24 heures.
Le facteur de luminance est mesuré à l'aide d'un colorimètre sur chacun des deux côtés de la plaque, celui exposé aux remontées du liant et celui protégé. La différence des valeurs mesurées traduit la capacité du marquage à résister au ressuage du bitume.

## Classes de résistance
Trois classes caractérisent la capacité d'un marquage à résister au ressuage. Elles sont exprimées par la différence de facteur de luminance entre les deux parties de la plaque.
- BR0 : Pas d’exigence
- BR1 : ≤ 0,03
- BR2 : ≥ 0,05

Les coordonnées chromatiques de la partie exposée à la remontée du bitume doivent rester comprises dans les domaines spécifiés du diagramme de chromaticité d'un marquage normal. Les coordonnées des sommets de ce domaine sont données dans le tableau suivant.
| Sommet n° | Sommet n° | 1     | 2     | 3     | 4     |
| --------- | --------- | ----- | ----- | ----- | ----- |
| Blanc     | x         | 0,355 | 0,305 | 0,285 | 0,335 |
| Blanc     | y         | 0,355 | 0,305 | 0,325 | 0,375 |
| Jaune     | x         | 0,494 | 0,545 | 0,465 | 0,427 |
| Jaune     | y         | 0,427 | 0,455 | 0,535 | 0,483 |